# Esther Staubli
Pour les articles homonymes, voir Staubli.
Esther Staubli, née le 3 octobre 1979 à Berne, est une arbitre de football suisse.

## Biographie
Germanophone et mesurant 168 cm, elle figure sur la liste des arbitres internationaux de la FIFA depuis 2006. 
Elle est sélectionnée pour arbitrer la finale 2015 de la Ligue des champions féminine de l'UEFA. Elle est également arbitre lors de la Coupe du monde 2015 organisée au Canada,.
Elle officie également comme arbitre lors de la Coupe du monde 2019, et lors des championnats d'Europe 2013 et 2017.
En 2014, elle est élue quatrième meilleure arbitre féminin du monde par la Fédération internationale de l'histoire du football et statistiques du football (IFFHS), derrière la gagnante Bibiana Steinhaus. Esther Staubli participe à la Swiss Challenge League pour la première fois en septembre 2014, après quoi elle est complimentée pour ses performances par l'entraîneur du FC Wohlen, Ciriaco Sforza. 
Agronome de métier, Esther Staubli enseigne également dans une université. 
En 2017, elle devient la première femme arbitre à exercer dans la Coupe du monde masculine des moins de 17 ans.